# Guillaume Chartier (pasteur)
Ne doit pas être confondu avec Guillaume Chartier (évêque).
Pour les articles homonymes, voir Chartier et Guillaume Chartier.
Guillaume Chartier (fl. 1555-1560), est un théologien calviniste et pasteur protestant de Genève.

## Mission en France Antarctique
Guillaume Chartier était un jeune théologien de Genève quand il fut choisi par Calvin pour participer à l'expédition organisée par le gentilhomme Philippe de Corguilleray, qui avait été sollicité par Gaspard de Coligny pour venir en aide à l'amiral Nicolas Durand de Villegagnon qui lui demandait de l'aide afin de peupler la petite colonie française de Fort Coligny situé dans la France antarctique au Brésil. Sa mission était d'évangéliser la colonie française située au Brésil de la France antarctique et de maintenir la foi des émigrants Huguenots. Il fut accompagné par un pasteur âgé d'une cinquantaine d'années, Pierre Richer. 
L'expédition fut mise sur pied par Philippe de Corguilleray, avec à son bord les deux pasteurs. Outre ces deux personnes, faisait partie de l'expédition Jean de Léry – qui fera plus tard un récit de son voyage, en tout une quinzaine de personnes partant de Genève pour rejoindre le port du Havre pour embarquer, avec quelque trois cents émigrants protestants, à destination du Brésil. 
L'expédition fut financée par Gaspard de Coligny et Villegagnon et prit le départ le 19 novembre 1556. L'expédition arriva dans la baie de Guanabara le 7 mars 1557. Les émigrants débarquèrent sur l'île de Coligny ou s'élevait le fort Coligny.

## Polémiques et oppositions religieuses
Villagagnon se heurta rapidement à Philippe de Corguilleray, qui contestait son autorité et prit la tête des huguenots contre les catholiques français du fort Coligny. Pierre Richer s'opposa à la vision religieuse de Villegagnon pour qui le corps et le sang du Christ sont réellement enfermés dans le pain et le vin, or le pasteur Richer défendait une conception symboliste. Guillaume Chartier s'embarqua pour l'Europe et se rendit chez Calvin et chez les protestants allemands pour les consulter à propos des points controversés et polémiques qui opposaient les croyants de la France Antarctique.